# Henri Navarre
Henri Eugène Navarre (* 31. Juli 1898 in Villefranche-de-Rouergue, Aveyron; † 26. September 1983 in Paris) war ein französischer General und Oberbefehlshaber in der Endphase des Indochinakrieges.

## Leben
Navarre absolvierte die Militärschule Saint-Cyr. Am Ende des Ersten Weltkrieges war er Sous-lieutenant im 2e régiment de hussards.
Am Vorabend des Zweiten Weltkriegs hatte er den Rang eines Capitaine inne und diente nach der Niederlage Frankreichs 1940 als Chef des Militärgeheimdienstes unter Maxime Weygand in Algier. Gleichzeitig war er in der Résistance aktiv. 1945 wurde Navarre zum Général de brigade befördert. 
Im Mai 1953 übernahm er von General Raoul Salan den Oberbefehl der französischen Truppen in Indochina. Navarre wurde von Regierungschef René Mayer ernannt, um eine militärisch günstige Lage für eine Verhandlungslösung zu erreichen. Mayer wählte dabei bewusst Navarre als bisher nicht in Indochina eingesetzten Kommandeur aus. Navarre setzte mit seinem nach ihm benannten Plan auf eine defensive Ausrichtung im Norden des Landes und auf eine aggressive Kampagne gegen die Viet Minh im Süden. Durch eine Verkettung der Ereignisse eskalierte er den Aufbau eines Patrouillenstützpunkts bei Điện Biên Phủ entgegen dem Plan einer defensiv offenen Feldschlacht. Seine Absicht war, den Viet Minh durch eine erfolgreiche Verteidigung des luftversorgten Stützpunkts starke Verluste beizubringen.
Den Oberbefehl vor Ort übergab er Colonel Christian Marie Fernand Comte de La Croix de Castries. Beide schätzten die Việt Minh nicht stark genug ein, um gegen die zum größten Teil aus Elitetruppen wie Fallschirmjägern und Fremdenlegionären bestehende französische Streitmacht standzuhalten, und bauten auf ihre technisch-materielle Überlegenheit.
Die Việt Minh schafften aber in einer meisterhaft getarnten Aktion Geschütze, Munition, Medizin und Proviant auf die steilen Berghänge des Dschungels und warfen die französischen Truppen durch Artilleriebeschuss mit wiederholten Sturmangriffen zurück. Am Ende der 55-tägigen Schlacht um Điện Biên Phủ mussten die französischen Truppen kapitulieren. Faktisch endete damit die französische Kolonialherrschaft über Indochina. Navarre wurde am 3. Mai 1954 seines Postens in Indochina enthoben.
Im Jahr 1956 quittierte er den Militärdienst und veröffentlichte sein Buch Agonie de l'Indochine, in dem er die Schuld für die französische Niederlage in Indochina beim politischen System der Vierten Republik, bei Politikern, Intellektuellen, Journalisten und Kommunisten suchte.